# آمار استفاده کشورها از زمین
این مقاله شامل آمار استفاده کشورها از زمین است.
امار بر اساس، کتاب حقایق جهان منتشر شده‌است.
امار از مجموع مساحت زمین‌های زراعی و مساحت از محصولات مرتب شده‌اند. 
این امار استفاده از زمین‌های کشاورزی شامل مرکبات، قهوه، گندم، ذرت و برنج هستند. این همچنین شامل زمین‌های تحت درختچه‌های گلدار، درختان میوه، درختان پسته، انگور، الوار درختان، زمین‌های زراعی، مراتع و جنگلها و ...می شود. 
| رتبه | کشور                                | کشت زمین به کیلومتر مربع | درصد کشت زمین | زمین های زارعی به کیلومتر مربع | درصد زمین های زراعی | محصولات دائمی به کیلومتر مربع | محصولات دائمی (٪) | سایر اراضی به کیلومتر مربع | سایر اراضی (درصد) | مجموع مساحت زمین به کیلومتر مربع | تاریخ |
| ---- | ----------------------------------- | ------------------------ | ------------- | ------------------------------ | ------------------- | ----------------------------- | ----------------- | -------------------------- | ----------------- | -------------------------------- | ----- |
| —    | جهان                                | ۱۷٬۲۹۸٬۹۰۰               | ۱۱٫۶۱         | ۱۵٬۷۴۹٬۳۰۰                     | ۱۰٫۵۷               | ۱٬۵۴۹٬۶۰۰                     | ۱٫۰۴              | ۱۳۱٬۶۸۶٬۲۰۰                | ۸۸٫۳۸             | ۱۴۹٬۰۰۰٬۰۰۰                      | ۲۰۰۵  |
| ۱    | ایالات متحده آمریکا                 | ۱٬۶۶۹٬۳۰۲                | ۱۸٫۲۲         | ۱٬۶۵۰٬۰۶۲                      | ۱۸٫۰۱               | ۱۹٬۲۴۰                        | ۰٫۲۱              | ۷٬۴۹۲٬۶۲۱                  | ۸۱٫۷۸             | ۹٬۱۶۱٬۹۶۶                        | ۲۰۰۵  |
| ۲    | هند                                 | ۱٬۵۳۵٬۰۶۰                | ۵۱٫۶۳         | ۱٬۴۵۱٬۸۱۰                      | ۴۸٫۸۳               | ۸۳٬۲۴۹                        | ۲٫۸               | ۱٬۴۳۸٬۱۳۳                  | ۴۸٫۳۷             | ۳٬۲۸۷٬۲۴۰                        | ۲۰۰۵  |
| ۳    | چین                                 | ۱٬۵۰۴٬۳۵۰                | ۱۶٫۱۳         | ۱٬۳۸۵٬۹۰۵                      | ۱۴٫۸۶               | ۱۱۸٬۴۴۵                       | ۱٫۲۷              | ۷٬۸۲۲٬۰۶۰                  | ۸۳٫۸۷             | ۹٬۳۲۶٬۴۱۰                        | ۲۰۰۵  |
| ۴    | روسیه                               | ۱٬۱۹۲٬۳۰۰                | ۷٫۲۸          | ۱٬۱۷۴٬۲۸۴                      | ۷٫۱۷                | ۱۸٬۰۱۶                        | ۰٫۱۱              | ۱۵٬۱۸۵٬۴۴۲                 | ۹۲٫۷۲             | ۱۶٬۳۷۷٬۷۴۲                       | ۲۰۰۵  |
| ۵    | برزیل                               | ۶۶۱٬۲۹۹                  | ۷٫۸۲          | ۵۸۶٬۰۳۶                        | ۶٫۹۳                | ۷۵٬۲۶۳                        | ۰٫۸۹              | ۷٬۷۹۵٬۲۱۱                  | ۹۲٫۱۸             | ۸٬۴۵۶٬۵۱۰                        | ۲۰۰۵  |
| ۶    | کانادا                              | ۴۷۴٬۶۸۱                  | ۵٫۲۲          | ۴۱۵٬۵۷۳                        | ۴٫۵۷                | ۵۹٬۱۰۸                        | ۰٫۶۵              | ۸٬۶۱۸٬۸۲۶                  | ۹۴٫۷۸             | ۹٬۰۹۳٬۵۰۷                        | ۲۰۰۵  |
| ۷    | استرالیا                            | ۴۷۱٬۵۵۰                  | ۶٫۱۹          | ۴۶۸٬۵۰۳                        | ۶٫۱۵                | ۳٬۰۴۷                         | ۰٫۰۴              | ۷٬۱۴۶٬۳۸۰                  | ۹۳٫۸۱             | ۷٬۶۱۷٬۹۳۰                        | ۲۰۰۵  |
| ۸    | اوکراین                             | ۳۳۳٬۸۴۷                  | ۵۵٫۳          | ۳۲۴٬۷۹۱                        | ۵۳٫۸                | ۹٬۰۵۶                         | ۱٫۵               | ۲۶۹٬۸۵۴                    | ۴۴٫۷              | ۶۰۳٬۷۰۰                          | ۲۰۰۵  |
| ۹    | اندونزی                             | ۳۳۰٬۰۳۷                  | ۱۸٫۰۷         | ۲۰۱٬۴۵۶                        | ۱۱٫۰۳               | ۱۲۸٬۵۸۱                       | ۷٫۰۴              | ۱٬۴۹۶٬۴۰۲                  | ۸۱٫۹۳             | ۱٬۸۲۶٬۴۴۰                        | ۲۰۰۵  |
| ۱۰   | نیجریه                              | ۳۲۹٬۳۳۴                  | ۳۶٫۱۶         | ۳۰۰٬۷۳۶                        | ۳۳٫۰۲               | ۲۸٬۵۹۸                        | ۳٫۱۴              | ۵۸۱٬۴۳۴                    | ۶۳٫۸۴             | ۹۱۰٬۷۶۸                          | ۲۰۰۵  |
| ۱۱   | آرژانتین                            | ۲۸۴٬۳۴۲                  | ۱۰٫۳۹         | ۲۷۴٬۴۹۰                        | ۱۰٫۰۳               | ۹٬۸۵۲                         | ۰٫۳۶              | ۲٬۴۵۲٬۳۴۸                  | ۸۹٫۶۱             | ۲٬۷۳۶٬۶۹۰                        | ۲۰۰۵  |
| ۱۲   | مکزیک                               | ۲۶۸٬۰۷۲                  | ۱۳٫۹۴         | ۲۴۳٬۴۵۷                        | ۱۲٫۶۶               | ۲۴٬۶۱۵                        | ۱٫۲۸              | ۱٬۶۵۴٬۹۶۸                  | ۸۶٫۰۶             | ۱٬۹۲۳٬۰۴۰                        | ۲۰۰۵  |
| ۱۳   | ترکیه                               | ۲۵۵٬۸۹۳                  | ۳۳٫۲          | ۲۲۹٬۷۶۴                        | ۲۹٫۸۱               | ۲۶٬۱۲۹                        | ۳٫۳۹              | ۵۱۴٬۸۶۸                    | ۶۶٫۸              | ۷۷۰٬۷۶۰                          | ۲۰۰۵  |
| ۱۴   | فرانسه                              | ۲۲۷٬۱۵۵                  | ۳۵٫۴۹         | ۲۱۴٬۱۶۲                        | ۳۳٫۴۶               | ۱۲٬۹۹۳                        | ۲٫۰۳              | ۴۱۲٬۸۹۸                    | ۶۴٫۵۱             | ۶۴۰٬۰۵۳                          | ۲۰۰۵  |
| ۱۵   | ایران                               | ۲۲۲٬۴۰۰                  | ۸٫۳۳          | ۲۲۱٬۰۵۹                        | ۸٫۲۸                | ۱٬۳۳۵                         | ۰٫۰۵              | ۲٬۴۴۷٬۴۰۶                  | ۹۱٫۶۷             | ۱٬۶۴۸٬۱۹۵                        | ۲۰۰۵  |
| ۱۶   | قزاقستان                            | ۲۲۲٬۳۲۹                  | ۱۴٫۴۶         | ۱۹۵٬۶۰۰                        | ۱۲٫۷۷               | ۲۵٬۸۰۰                        | ۱٫۶۸              | ۱٬۰۸۸٬۷۹۵                  | ۸۸٫۹۳             | ۱٬۵۳۱٬۵۹۵                        | ۲۰۰۵  |
| ۱۷   | پاکستان                             | ۱۹۶٬۸۶۰                  | ۲۵٫۲۸         | ۱۹۰٬۳۱۹                        | ۲۴٫۴۴               | ۶٬۵۴۱                         | ۰٫۸۴              | ۵۸۱٬۸۶۰                    | ۷۴٫۷۲             | ۷۷۸٬۷۲۰                          | ۲۰۰۵  |
| ۱۸   | اسپانیا                             | ۱۸۴٬۹۸۱                  | ۳۷٫۰۳         | ۱۳۵٬۷۷۶                        | ۲۷٫۱۸               | ۴۹٬۲۰۵                        | ۹٫۸۵              | ۳۱۴٬۵۶۲                    | ۶۲٫۹۷             | ۴۹۹٬۵۴۲                          | ۲۰۰۵  |
| ۱۹   | تایلند                              | ۱۷۶٬۴۰۷                  | ۳۴٫۴۷         | ۱۴۰٬۹۴۱                        | ۲۷٫۵۴               | ۳۵٬۴۶۶                        | ۶٫۹۳              | ۳۳۵٬۳۶۳                    | ۶۵٫۵۳             | ۵۱۱٬۷۷۰                          | ۲۰۰۵  |
| ۲۰   | آفریقای جنوبی                       | ۱۵۷٬۲۴۶                  | ۱۲٫۸۹         | ۱۴۷٬۶۰۹                        | ۱۲٫۱                | ۹٬۶۳۷                         | ۰٫۷۹              | ۱٬۰۶۲٬۶۶۵                  | ۸۷٫۱۱             | ۱٬۲۱۹٬۹۱۲                        | ۲۰۰۵  |
| ۲۱   | نیجر                                | ۱۴۴٬۹۱۱                  | ۱۱٫۴۴         | ۱۴۴٬۷۸۴                        | ۱۱٫۴۳               | ۱۲۷                           | ۰٫۰۱              | ۱٬۱۲۱٬۷۹۰                  | ۸۸٫۵۶             | ۱٬۲۶۶٬۷۰۰                        | ۲۰۰۵  |
| ۲۲   | سودان                               | ۱۳۹٬۰۰۰                  | ۶٫۹۵          | ۱۳۵٬۶۰۰                        | ۶٫۷۸                | ۳٬۴۰۰                         | ۰٫۱۷              | ۱٬۸۶۱٬۰۰۰                  | ۹۳٫۰۵             | ۲٬۰۰۰٬۰۰۰                        | ۲۰۰۵  |
| ۲۳   | لهستان                              | ۱۲۵٬۵۹۰                  | ۴۱٫۲۵         | ۱۲۲٬۵۴۵                        | ۴۰٫۲۵               | ۳٬۰۴۵                         | ۱                 | ۱۷۸٬۸۷۰                    | ۵۸٫۷۵             | ۳۰۴٬۴۵۹                          | ۲۰۰۵  |
| ۲۴   | اتیوپی                              | ۱۱۹٬۳۵۸                  | ۱۰٫۶۶         | ۱۱۲٬۰۸۰                        | ۱۰٫۰۱               | ۷٬۲۷۸                         | ۰٫۶۵              | ۱٬۰۰۰٬۳۲۵                  | ۸۹٫۳۴             | ۱٬۱۱۹٬۶۸۳                        | ۲۰۰۵  |
| ۲۵   | آلمان                               | ۱۱۷٬۷۹۳                  | ۳۳٫۷۳         | ۱۱۵٬۶۹۸                        | ۳۳٫۱۳               | ۲٬۰۹۵                         | ۰٫۶               | ۲۳۱٬۴۳۰                    | ۶۶٫۲۷             | ۳۴۹٬۲۲۳                          | ۲۰۰۵  |
| ۲۶   | میانمار                             | ۱۰۶٬۷۵۱                  | ۱۶٫۲۳         | ۹۸٬۱۳۵                         | ۱۴٫۹۲               | ۸٬۶۱۶                         | ۱٫۳۱              | ۵۵۰٬۹۸۹                    | ۸۳٫۷۷             | ۶۵۷٬۷۴۰                          | ۲۰۰۵  |
| ۲۷   | فیلیپین                             | ۱۰۶٬۳۵۷                  | ۳۵٫۶۷         | ۵۶٬۶۵۲                         | ۱۹                  | ۴۹٬۷۰۵                        | ۱۶٫۶۷             | ۱۹۱٬۸۱۳                    | ۶۴٫۳۳             | ۲۹۸٬۱۷۰                          | ۲۰۰۵  |
| ۲۸   | ایتالیا                             | ۱۰۴٬۳۷۷                  | ۳۵٫۵          | ۷۷٬۶۵۱                         | ۲۶٫۴۱               | ۲۶٬۷۲۶                        | ۹٫۰۹              | ۱۸۹٬۶۴۳                    | ۶۴٫۵              | ۲۹۴٬۰۲۰                          | ۲۰۰۵  |
| ۲۹   | رومانی                              | ۹۵٬۳۸۴                   | ۴۱٫۴۱         | ۹۰٬۹۶۱                         | ۳۹٫۴۹               | ۴٬۴۲۳                         | ۱٫۹۲              | ۱۳۴٬۹۵۶                    | ۵۸٫۵۹             | ۲۳۰٬۳۴۰                          | ۲۰۰۵  |
| ۳۰   | مراکش                               | ۹۳٬۷۲۳                   | ۲۱٫۰          | ۸۴٬۷۹۷                         | ۱۹                  | ۸٬۹۲۶                         | ۲                 | ۳۵۲٬۵۷۷                    | ۷۹                | ۴۴۶٬۳۰۰                          | ۲۰۰۵  |
| ۳۱   | ویتنام                              | ۸۸٬۰۷۵                   | ۲۷٫۰۷         | ۶۵٬۵۲۸                         | ۲۰٫۱۴               | ۲۲٬۵۴۷                        | ۶٫۹۳              | ۲۳۷٬۲۸۵                    | ۷۲٫۹۳             | ۳۲۵٬۳۶۰                          | ۲۰۰۵  |
| ۳۲   | الجزایر                             | ۸۲٬۱۷۰                   | ۳٫۴۵          | ۷۵٬۵۰۱                         | ۳٫۱۷                | ۶٬۶۶۹                         | ۰٫۲۸              | ۲٬۲۹۹٬۵۷۰                  | ۹۶٫۵۵             | ۲٬۳۸۱٬۷۴۰                        | ۲۰۰۵  |
| ۳۳   | افغانستان                           | ۷۹٬۹۰۲                   | ۱۲٫۳۴         | ۷۸٬۵۴۲                         | ۱۲٫۱۳               | ۱٬۳۶۰                         | ۰٫۲۱              | ۵۶۷٬۵۹۹                    | ۸۷٫۶۶             | ۶۴۷٬۵۰۰                          | ۲۰۰۵  |
| ۳۴   | بنگلادش                             | ۷۸٬۲۹۷                   | ۵۸٫۴۷         | ۷۴٬۱۷۳                         | ۵۵٫۳۹               | ۴٬۱۲۴                         | ۳٫۰۸              | ۵۵٬۶۱۳                     | ۴۱٫۵۳             | ۱۳۳٬۹۱۰                          | ۲۰۰۵  |
| ۳۵   | مالزی                               | ۷۵٬۵۶۷                   | ۲۳٫۰          | ۱۷٬۹۳۹                         | ۵٫۴۶                | ۵۷٬۶۲۸                        | ۱۷٫۵۴             | ۲۵۲٬۹۸۴                    | ۷۷                | ۳۲۸٬۵۵۰                          | ۲۰۰۵  |
| ۳۶   | جمهوری دموکراتیک کنگو               | ۷۵٬۵۱۱                   | ۳٫۳۳          | ۶۴٬۸۵۳                         | ۲٫۸۶                | ۱۰٬۶۵۸                        | ۰٫۴۷              | ۲٬۱۹۲٬۰۸۹                  | ۹۶٫۶۷             | ۲٬۲۶۷٬۶۰۰                        | ۲۰۰۵  |
| ۳۷   | کامرون                              | ۷۰٬۶۹۸                   | ۱۵٫۰۶         | ۵۸٬۸۶۸                         | ۱۲٫۵۴               | ۱۱٬۸۳۰                        | ۲٫۵۲              | ۳۹۸٬۷۴۲                    | ۸۴٫۹۴             | ۴۶۹٬۴۴۰                          | ۲۰۰۵  |
| ۳۸   | ساحل عاج                            | ۶۸٬۰۲۰                   | ۲۱٫۳۹         | ۳۲٬۵۳۱                         | ۱۰٫۲۳               | ۳۵٬۴۸۹                        | ۱۱٫۱۶             | ۲۴۹٬۹۸۰                    | ۷۸٫۶۱             | ۳۱۸٬۰۰۰                          | ۲۰۰۵  |
| ۳۹   | غنا                                 | ۶۱٬۸۰۰                   | ۲۶٫۷۶         | ۴۰٬۵۰۷                         | ۱۷٫۵۴               | ۲۱٬۲۹۳                        | ۹٫۲۲              | ۱۶۹٬۱۴۰                    | ۷۳٫۲۴             | ۲۳۰٬۹۴۰                          | ۲۰۰۵  |
| ۴۰   | اوگاندا                             | ۶۰٬۸۹۱                   | ۳۰٫۴۹         | ۴۳٬۰۷۷                         | ۲۱٫۵۷               | ۱۷٬۸۱۴                        | ۸٫۹۲              | ۱۳۸٬۸۱۸                    | ۶۹٫۵۱             | ۱۹۹٬۷۱۰                          | ۲۰۰۵  |
| ۴۱   | عراق                                | ۵۹٬۳۳۶                   | ۱۳٫۷۳         | ۵۶٬۷۰۰                         | ۱۳٫۱۲               | ۲٬۶۳۶                         | ۰٫۶۱              | ۳۷۲٬۸۲۶                    | ۸۶٫۲۷             | ۴۳۲٬۱۶۲                          | ۲۰۰۵  |
| ۴۲   | بلاروس                              | ۵۶٬۸۲۱                   | ۲۷٫۳۷         | ۵۵٬۵۷۵                         | ۲۶٫۷۷               | ۱٬۲۴۶                         | ۰٫۶               | ۱۵۰٬۷۸۰                    | ۷۲٫۶۳             | ۲۰۷٬۶۰۰                          | ۲۰۰۵  |
| ۴۳   | بریتانیا                            | ۵۶٬۶۰۴                   | ۲۳٫۴۳         | ۵۶٬۱۲۱                         | ۲۳٫۲۳               | ۴۸۳                           | ۰٫۲               | ۱۸۴٬۹۸۵                    | ۷۶٫۵۷             | ۲۴۱٬۵۹۰                          | ۲۰۰۵  |
| ۴۴   | سوریه                               | ۵۳٬۸۷۱                   | ۲۹٫۲۷         | ۴۵٬۶۴۴                         | ۲۴٫۸                | ۸٬۲۲۷                         | ۴٫۴۷              | ۱۳۰٬۱۷۹                    | ۷۰٫۷۳             | ۱۸۴٬۰۵۰                          | ۲۰۰۵  |
| ۴۵   | زامبیا                              | ۵۲٬۰۷۳                   | ۷٫۰۳          | ۵۱٬۷۷۷                         | ۶٫۹۹                | ۲۹۶                           | ۰٫۰۴              | ۶۸۸٬۶۵۱                    | ۹۲٫۹۷             | ۷۴۰٬۷۲۴                          | ۲۰۰۵  |
| ۴۶   | کنیا                                | ۵۱٬۱۱۹                   | ۸٫۹۸          | ۴۵٬۵۹۷                         | ۸٫۰۱                | ۵٬۵۲۲                         | ۰٫۹۷              | ۵۱۸٬۱۳۱                    | ۹۱٫۰۲             | ۵۶۹٬۲۵۰                          | ۲۰۰۵  |
| ۴۷   | بورکینافاسو                         | ۴۸٬۹۵۵                   | ۱۷٫۸۸         | ۴۸٬۳۵۳                         | ۱۷٫۶۶               | ۶۰۲                           | ۰٫۲۲              | ۲۲۴٬۸۴۵                    | ۸۲٫۱۲             | ۲۷۳٬۸۰۰                          | ۲۰۰۵  |
| ۴۸   | ازبکستان                            | ۴۷٬۹۴۳                   | ۱۱٫۲۷         | ۴۴٬۷۱۰                         | ۱۰٫۵۱               | ۳٬۲۳۳                         | ۰٫۷۶              | ۳۷۷٬۴۵۷                    | ۸۸٫۷۳             | ۴۲۵٬۴۰۰                          | ۲۰۰۵  |
| ۴۹   | تانزانیا                            | ۴۷٬۷۵۷                   | ۵٫۳۹          | ۳۷٬۴۷۹                         | ۴٫۲۳                | ۱۰٬۲۷۸                        | ۱٫۱۶              | ۸۳۸٬۲۸۰                    | ۹۴٫۶۱             | ۸۸۶٬۰۳۷                          | ۲۰۰۵  |
| ۵۰   | مجارستان                            | ۴۷٬۶۸۴                   | ۵۱٫۶۴         | ۴۵٬۷۸۲                         | ۴۹٫۵۸               | ۱٬۹۰۲                         | ۲٫۰۶              | ۴۴٬۶۵۶                     | ۴۸٫۳۶             | ۹۲٬۳۴۰                           | ۲۰۰۵  |
| ۵۱   | ژاپن                                | ۴۶٬۹۹۳                   | ۱۲٫۵۴         | ۴۳٬۶۲۰                         | ۱۱٫۶۴               | ۳٬۳۷۳                         | ۰٫۹               | ۳۲۷٬۷۵۱                    | ۸۷٫۴۶             | ۳۷۴٬۷۴۴                          | ۲۰۰۵  |
| ۵۲   | تونس                                | ۴۶٬۸۱۰                   | ۳۰٫۱۳         | ۲۶٬۴۸۹                         | ۱۷٫۰۵               | ۲۰٬۳۲۱                        | ۱۳٫۰۸             | ۱۰۸٬۵۵۰                    | ۶۹٫۸۷             | ۱۵۵٬۳۶۰                          | ۲۰۰۵  |
| ۵۳   | موزامبیک                            | ۴۴٬۸۵۰                   | ۵٫۷۲          | ۴۲٬۵۷۶                         | ۵٫۴۳                | ۲٬۲۷۴                         | ۰٫۲۹              | ۷۳۹٬۲۴۰                    | ۹۴٫۲۸             | ۷۸۴٬۰۹۰                          | ۲۰۰۵  |
| ۵۴   | یونان                               | ۳۷٬۹۸۵                   | ۲۹٫۰۴         | ۲۶٬۷۴۹                         | ۲۰٫۴۵               | ۱۱٬۲۳۶                        | ۸٫۵۹              | ۹۲٬۸۱۶                     | ۷۰٫۹۶             | ۱۳۰٬۸۰۰                          | ۲۰۰۵  |
| ۵۵   | مالی                                | ۳۷٬۹۰۰                   | ۳٫۷۹          | ۳۷٬۶۰۰                         | ۳٫۷۶                | ۳۰۰                           | ۰٫۰۳              | ۹۶۲٬۱۰۰                    | ۹۶٫۲۱             | ۱٬۰۰۰٬۰۰۰                        | ۲۰۰۵  |
| ۵۶   | کوبا                                | ۳۷٬۸۸۱                   | ۳۴٫۱۷         | ۳۰٬۶۳۱                         | ۲۷٫۶۳               | ۷٬۲۵۰                         | ۶٫۵۴              | ۷۲٬۹۷۹                     | ۶۵٫۸۳             | ۱۱۰٬۸۶۰                          | ۲۰۰۵  |
| ۵۷   | عربستان سعودی                       | ۳۷٬۸۳۵                   | ۱٫۷۶          | ۳۵٬۹۰۰                         | ۱٫۶۷                | ۱٬۹۳۵                         | ۰٫۰۹              | ۲٬۱۱۱٬۸۵۵                  | ۹۸٫۲۴             | ۲٬۱۴۹٬۶۹۰                        | ۲۰۰۵  |
| ۵۸   | کامبوج                              | ۳۷٬۱۲۲                   | ۲۱٫۰۳         | ۳۶٬۰۸۱                         | ۲۰٫۴۴               | ۱٬۰۴۱                         | ۰٫۵۹              | ۱۳۹٬۳۹۸                    | ۷۸٫۹۷             | ۱۷۶٬۵۲۰                          | ۲۰۰۵  |
| ۵۹   | آنگولا                              | ۳۵٬۹۰۵                   | ۲٫۸۸          | ۳۳٬۰۳۸                         | ۲٫۶۵                | ۲٬۸۶۷                         | ۰٫۲۳              | ۱٬۲۱۰٬۷۹۵                  | ۹۷٫۱۲             | ۱٬۲۴۶٬۷۰۰                        | ۲۰۰۵  |
| ۶۰   | چاد                                 | ۳۵٬۵۱۰                   | ۲٫۸۲          | ۳۵٬۲۵۸                         | ۲٫۸                 | ۲۵۲                           | ۰٫۰۲              | ۱٬۲۲۳٬۶۹۱                  | ۹۷٫۱۸             | ۱٬۲۵۹٬۲۰۰                        | ۲۰۰۵  |
| ۶۱   | بلغارستان                           | ۳۵٬۱۹۹                   | ۳۱٫۸۴         | ۳۳٬۰۹۹                         | ۲۹٫۹۴               | ۲٬۱۰۰                         | ۱٫۹               | ۷۵٬۳۵۱                     | ۶۸٫۱۶             | ۱۱۰٬۵۵۰                          | ۲۰۰۵  |
| ۶۲   | ماداگاسکار                          | ۳۵٬۱۸۳                   | ۶٫۰۵          | ۲۹٬۲۵۱                         | ۵٫۰۳                | ۵٬۹۳۲                         | ۱٫۰۲              | ۵۴۶٬۳۵۷                    | ۹۳٫۹۵             | ۵۸۱٬۵۴۰                          | ۲۰۰۵  |
| ۶۳   | کلمبیا                              | ۳۵٬۱۰۸                   | ۳٫۳۸          | ۲۰٬۸۷۸                         | ۲٫۰۱                | ۱۴٬۲۳۰                        | ۱٫۳۷              | ۱٬۰۰۳٬۵۹۲                  | ۹۶٫۶۲             | ۱٬۰۳۸٬۷۰۰                        | ۲۰۰۵  |
| ۶۴   | مصر                                 | ۳۴٬۰۴۴                   | ۳٫۴۲          | ۲۹٬۰۶۷                         | ۲٫۹۲                | ۴٬۹۷۷                         | ۰٫۵               | ۹۶۱٬۴۰۶                    | ۹۶٫۵۸             | ۹۹۵٬۴۵۰                          | ۲۰۰۵  |
| ۶۵   | پرو                                 | ۳۳٬۵۰۰                   | ۳٫۳۵          | ۲۸٬۸۰۰                         | ۲٫۸۸                | ۴٬۷۰۰                         | ۰٫۴۷              | ۹۶۶٬۵۰۰                    | ۹۶٫۶۵             | ۱٬۰۰۰٬۰۰۰                        | ۲۰۰۵  |
| ۶۶   | نیوزیلند                            | ۳۳٬۳۹۵                   | ۱۲٫۴۶         | ۱۴٬۸۴۸                         | ۵٫۵۴                | ۱۸٬۵۴۷                        | ۶٫۹۲              | ۲۳۴٬۶۲۶                    | ۸۷٫۵۴             | ۲۶۸٬۰۲۱                          | ۲۰۰۵  |
| ۶۷   | ونزوئلا                             | ۳۲٬۹۰۰                   | ۳٫۷۳          | ۲۵٬۱۳۸                         | ۲٫۸۵                | ۷٬۷۶۲                         | ۰٫۸۸              | ۸۴۹٬۱۵۰                    | ۹۶٫۲۷             | ۸۸۲٬۰۵۰                          | ۲۰۰۵  |
| ۶۸   | جمهوری چک                           | ۳۲٬۳۱۷                   | ۴۱٫۸۲         | ۲۹٬۹۹۹                         | ۳۸٫۸۲               | ۲٬۳۱۸                         | ۳                 | ۴۴٬۹۵۹                     | ۵۸٫۱۸             | ۷۷٬۲۷۶                           | ۲۰۰۵  |
| ۶۹   | بولیوی                              | ۳۲٬۲۰۶                   | ۲٫۹۷          | ۳۰٬۱۴۶                         | ۲٫۷۸                | ۲٬۰۶۰                         | ۰٫۱۹              | ۱٬۰۵۲٬۱۸۴                  | ۹۷٫۰۳             | ۱٬۰۸۴٬۳۹۰                        | ۲۰۰۵  |
| ۷۰   | پاراگوئه                            | ۳۰٬۶۳۲                   | ۷٫۷۱          | ۲۹٬۶۷۸                         | ۷٫۴۷                | ۹۵۴                           | ۰٫۲۴              | ۳۶۶٬۶۶۸                    | ۹۲٫۲۹             | ۳۹۷٬۳۰۰                          | ۲۰۰۵  |
| ۷۱   | لیتوانی                             | ۲۹٬۸۴۹                   | ۴۵٫۷۱         | ۲۹٬۲۶۱                         | ۴۴٫۸۱               | ۵۸۸                           | ۰٫۹               | ۳۵٬۴۵۱                     | ۵۴٫۲۹             | ۶۵٬۳۰۰                           | ۲۰۰۵  |
| ۷۲   | اکوادور                             | ۲۹٬۱۲۴                   | ۱۰٫۵۲         | ۱۵٬۸۰۸                         | ۵٫۷۱                | ۱۳٬۳۱۶                        | ۴٫۸۱              | ۲۴۷٬۷۱۶                    | ۸۹٫۴۸             | ۲۷۶٬۸۴۰                          | ۲۰۰۵  |
| ۷۳   | کره شمالی                           | ۲۸٬۹۷۱                   | ۲۴٫۰۶         | ۲۶٬۹۷۲                         | ۲۲٫۴                | ۱٬۹۹۹                         | ۱٫۶۶              | ۹۱٬۴۳۹                     | ۷۵٫۹۴             | ۱۲۰٬۴۱۰                          | ۲۰۰۵  |
| ۷۴   | بنین                                | ۲۸٬۶۵۱                   | ۲۵٫۹          | ۲۶٬۰۲۹                         | ۲۳٫۵۳               | ۲٬۶۲۲                         | ۲٫۳۷              | ۸۱٬۹۶۹                     | ۷۴٫۱              | ۱۱۰٬۶۲۰                          | ۲۰۰۵  |
| ۷۵   | توگو                                | ۲۵٬۱۸۶                   | ۴۶٫۳۱         | ۲۴٬۰۳۸                         | ۴۴٫۲                | ۱٬۱۴۸                         | ۲٫۱۱              | ۲۹٬۱۹۹                     | ۵۳٫۶۹             | ۵۴٬۳۸۵                           | ۲۰۰۵  |
| ۷۶   | سنگال                               | ۲۴٬۴۸۰                   | ۱۲٫۷۵         | ۲۴٬۰۱۹                         | ۱۲٫۵۱               | ۴۶۱                           | ۰٫۲۴              | ۱۶۷٬۵۲۰                    | ۸۷٫۲۵             | ۱۹۲٬۰۰۰                          | ۲۰۰۵  |
| ۷۷   | سوئد                                | ۲۴٬۴۰۹                   | ۵٫۹۴          | ۲۴٬۳۶۸                         | ۵٫۹۳                | ۴۱                            | ۰٫۰۱              | ۳۸۶٬۵۲۵                    | ۹۴٫۰۶             | ۴۱۰٬۹۳۴                          | ۲۰۰۵  |
| ۷۸   | نپال                                | ۲۴٬۲۲۶                   | ۱۶٫۹۲         | ۲۳٬۰۰۹                         | ۱۶٫۰۷               | ۱٬۲۱۷                         | ۰٫۸۵              | ۱۱۸٬۹۵۵                    | ۸۳٫۰۸             | ۱۴۳٬۱۸۱                          | ۲۰۰۵  |
| ۷۹   | پرتغال                              | ۲۳٬۱۰۷                   | ۲۵٫۱۳         | ۱۵٬۸۹۸                         | ۱۷٫۲۹               | ۷٬۲۰۹                         | ۷٫۸۴              | ۶۸٬۸۴۴                     | ۷۴٫۸۷             | ۹۱٬۹۵۱                           | ۲۰۰۵  |
| ۸۰   | شیلی                                | ۲۲٬۸۳۹                   | ۳٫۰۵          | ۱۹٬۶۱۹                         | ۲٫۶۲                | ۳٬۲۲۰                         | ۰٫۴۳              | ۷۲۵٬۹۶۲                    | ۹۶٫۹۵             | ۷۴۸٬۸۰۰                          | ۲۰۰۵  |
| ۸۱   | ترکمنستان                           | ۲۲٬۶۹۶                   | ۴٫۶۵          | ۲۲٬۰۱۳                         | ۴٫۵۱                | ۶۸۳                           | ۰٫۱۴              | ۴۶۵٬۴۰۳                    | ۹۵٫۳۵             | ۴۸۸٬۱۰۰                          | ۲۰۰۵  |
| ۸۲   | دانمارک                             | ۲۲٬۳۷۶                   | ۵۲٫۷۸         | ۲۲٬۲۹۵                         | ۵۲٫۵۹               | ۸۱                            | ۰٫۱۹              | ۲۰٬۰۱۸                     | ۴۷٫۲۲             | ۴۲٬۳۹۴                           | ۲۰۰۵  |
| ۸۳   | لیبی                                | ۲۱٬۴۶۶                   | ۱٫۲۲          | ۱۸٬۱۲۳                         | ۱٫۰۳                | ۳٬۳۴۳                         | ۰٫۱۹              | ۱٬۷۳۸٬۰۷۴                  | ۹۸٫۷۸             | ۱٬۷۵۹٬۵۴۰                        | ۲۰۰۵  |
| ۸۴   | مولدووا                             | ۲۱٬۱۳۴                   | ۶۳٫۳۳         | ۱۸٬۱۹۴                         | ۵۴٫۵۲               | ۲٬۹۴۰                         | ۸٫۸۱              | ۱۲٬۲۳۷                     | ۳۶٫۶۷             | ۳۳٬۳۷۱                           | ۲۰۰۵  |
| ۸۵   | مالاوی                              | ۲۰٬۵۶۶                   | ۲۱٫۸۶         | ۱۹٬۴۵۶                         | ۲۰٫۶۸               | ۱٬۱۱۰                         | ۱٫۱۸              | ۷۳٬۵۱۴                     | ۷۸٫۱۴             | ۹۴٬۰۸۰                           | ۲۰۰۵  |
| ۸۶   | گواتمالا                            | ۲۰٬۴۰۶                   | ۱۸٫۸۲         | ۱۴٬۳۳۴                         | ۱۳٫۲۲               | ۶٬۰۷۲                         | ۵٫۶               | ۸۸٬۰۲۳                     | ۸۱٫۱۸             | ۱۰۸٬۴۳۰                          | ۲۰۰۵  |
| ۸۷   | جمهوری آفریقای مرکزی                | ۲۰٬۲۴۷                   | ۳٫۲۵          | ۱۹٬۳۱۳                         | ۳٫۱                 | ۹۳۴                           | ۰٫۱۵              | ۶۰۲٬۷۳۷                    | ۹۶٫۷۵             | ۶۲۲٬۹۸۴                          | ۲۰۰۵  |
| ۸۸   | جمهوری آذربایجان                    | ۲۰٬۰۰۱                   | ۲۳٫۲۳         | ۱۷٬۷۵۴                         | ۲۰٫۶۲               | ۲٬۲۴۷                         | ۲٫۶۱              | ۶۶٬۰۹۹                     | ۷۶٫۷۷             | ۸۶٬۱۰۰                           | ۲۰۰۵  |
| ۸۹   | نیکاراگوئه                          | ۱۹٬۹۹۹                   | ۱۶٫۶۳         | ۱۷٬۸۱۰                         | ۱۴٫۸۱               | ۲٬۱۸۹                         | ۱٫۸۲              | ۱۰۰٬۲۵۶                    | ۸۳٫۳۷             | ۱۲۰٬۲۵۴                          | ۲۰۰۵  |
| ۹۰   | فنلاند                              | ۱۹٬۹۷۴                   | ۶٫۵۶          | ۱۹٬۹۱۳                         | ۶٫۵۴                | ۶۱                            | ۰٫۰۲              | ۲۸۴٬۵۰۰                    | ۹۳٫۴۴             | ۳۰۴٬۴۷۳                          | ۲۰۰۵  |
| ۹۱   | سری‌لانکا                            | ۱۸٬۹۰۴                   | ۲۹٫۲          | ۹٬۰۳۸                          | ۱۳٫۹۶               | ۹٬۸۶۶                         | ۱۵٫۲۴             | ۴۵٬۸۳۶                     | ۷۰٫۸              | ۶۴٬۷۴۰                           | ۲۰۰۵  |
| ۹۲   | کره جنوبی                           | ۱۸٬۲۵۴                   | ۱۸٫۵۹         | ۱۶٬۲۸۰                         | ۱۶٫۵۸               | ۱٬۹۷۴                         | ۲٫۰۱              | ۷۹٬۹۳۶                     | ۸۱٫۴۱             | ۹۸٬۱۹۰                           | ۲۰۰۵  |
| ۹۳   | لتونی                               | ۱۸٬۲۱۲                   | ۲۸٫۶۴         | ۱۷٬۹۲۶                         | ۲۸٫۱۹               | ۲۸۶                           | ۰٫۴۵              | ۴۵٬۳۷۷                     | ۷۱٫۳۶             | ۶۳٬۵۸۹                           | ۲۰۰۵  |
| ۹۴   | گینه                                | ۱۷٬۴۸۱                   | ۷٫۱۱          | ۱۰٬۹۹۰                         | ۴٫۴۷                | ۶٬۴۹۱                         | ۲٫۶۴              | ۲۲۸٬۳۷۷                    | ۹۲٫۸۹             | ۲۴۵٬۸۵۷                          | ۲۰۰۵  |
| ۹۵   | یمن                                 | ۱۶٬۶۸۴                   | ۳٫۱۶          | ۱۵٬۳۶۴                         | ۲٫۹۱                | ۱٬۳۲۰                         | ۰٫۲۵              | ۵۱۱٬۲۸۶                    | ۹۶٫۸۴             | ۵۲۷٬۹۷۰                          | ۲۰۰۵  |
| ۹۶   | جمهوری دومینیکن                     | ۱۵٬۸۴۵                   | ۳۲٫۷۵         | ۱۰٬۸۸۱                         | ۲۲٫۴۹               | ۴٬۹۶۴                         | ۱۰٫۲۶             | ۳۲٬۵۳۶                     | ۶۷٫۲۵             | ۴۸٬۳۸۰                           | ۲۰۰۵  |
| ۹۷   | کرواسی                              | ۱۵٬۸۰۱                   | ۲۸٫۰۱         | ۱۴٬۵۶۶                         | ۲۵٫۸۲               | ۱٬۲۳۵                         | ۲٫۱۹              | ۴۰٬۶۱۲                     | ۷۱٫۹۹             | ۵۶٬۴۱۴                           | ۲۰۰۵  |
| ۹۸   | اسلواکی                             | ۱۵٬۵۶۷                   | ۳۱٫۹          | ۱۴٬۲۶۴                         | ۲۹٫۲۳               | ۱٬۳۰۳                         | ۲٫۶۷              | ۳۳٬۲۳۳                     | ۶۸٫۱              | ۴۸٬۸۰۰                           | ۲۰۰۵  |
| ۹۹   | اتریش                               | ۱۴٬۳۷۸                   | ۱۷٫۴۴         | ۱۳٬۶۷۷                         | ۱۶٫۵۹               | ۷۰۱                           | ۰٫۸۵              | ۶۸٬۰۶۶                     | ۸۲٫۵۶             | ۸۲٬۴۴۴                           | ۲۰۰۵  |
| ۱۰۰  | هندوراس                             | ۱۴٬۲۵۵                   | ۱۲٫۷۴         | ۱۰٬۶۶۳                         | ۹٫۵۳                | ۳٬۵۹۲                         | ۳٫۲۱              | ۹۷٬۶۳۵                     | ۸۷٫۲۶             | ۱۱۱٬۸۹۰                          | ۲۰۰۵  |
| ۱۰۱  | رواندا                              | ۱۳٬۹۲۳                   | ۵۵٫۸۱         | ۱۱٬۳۶۶                         | ۴۵٫۵۶               | ۲٬۵۵۷                         | ۱۰٫۲۵             | ۱۱٬۰۲۵                     | ۴۴٫۱۹             | ۲۴٬۹۴۸                           | ۲۰۰۵  |
| ۱۰۲  | اروگوئه                             | ۱۳٬۹۰۷                   | ۸٫۰۱          | ۱۳٬۴۹۰                         | ۷٫۷۷                | ۴۱۷                           | ۰٫۲۴              | ۱۵۹٬۷۱۳                    | ۹۱٫۹۹             | ۱۷۳٬۶۲۰                          | ۲۰۰۵  |
| ۱۰۳  | قرقیزستان                           | ۱۳٬۰۶۶                   | ۶٫۸۳          | ۱۲٬۵۳۰                         | ۶٫۵۵                | ۵۳۶                           | ۰٫۲۸              | ۱۷۸٬۲۳۴                    | ۹۳٫۱۷             | ۱۹۱٬۳۰۰                          | ۲۰۰۵  |
| ۱۰۴  | بوروندی                             | ۱۲٬۴۸۹                   | ۴۸٫۶۹         | ۹٬۱۲۴                          | ۳۵٫۵۷               | ۳٬۳۶۵                         | ۱۳٫۱۲             | ۱۳٬۱۶۱                     | ۵۱٫۳۱             | ۲۵٬۶۵۰                           | ۲۰۰۵  |
| ۱۰۵  | مغولستان                            | ۱۱٬۸۱۶                   | ۰٫۷۶          | ۱۱٬۸۱۶                         | ۰٫۷۶                | ۰                             | ۰                 | ۱٬۵۴۲٬۹۱۵                  | ۹۹٫۲۴             | ۱٬۵۵۴٬۷۳۱                        | ۲۰۰۵  |
| ۱۰۶  | جمهوری ایرلند                       | ۱۱٬۶۰۸                   | ۱۶٫۸۵         | ۱۱٬۵۸۷                         | ۱۶٫۸۲               | ۲۱                            | ۰٫۰۳              | ۵۷٬۲۸۲                     | ۸۳٫۱۵             | ۶۸٬۸۹۰                           | ۲۰۰۵  |
| ۱۰۷  | بوسنی و هرزگوین                     | ۱۱٬۰۰۸                   | ۲۱٫۵          | ۱۰٬۰۴۰                         | ۱۹٫۶۱               | ۹۶۸                           | ۱٫۸۹              | ۴۰٬۱۹۰                     | ۷۸٫۵              | ۵۱٬۱۹۷                           | ۲۰۰۵  |
| ۱۰۸  | هائیتی                              | ۱۰٬۹۲۵                   | ۳۹٫۶۴         | ۷٬۷۴۷                          | ۲۸٫۱۱               | ۳٬۱۷۸                         | ۱۱٫۵۳             | ۱۶٬۶۳۵                     | ۶۰٫۳۶             | ۲۷٬۵۶۰                           | ۲۰۰۵  |
| ۱۰۹  | گرجستان                             | ۱۰٬۶۶۴                   | ۱۵٫۳          | ۸٬۰۲۲                          | ۱۱٫۵۱               | ۲٬۶۴۲                         | ۳٫۷۹              | ۵۹٬۰۳۶                     | ۸۴٫۷              | ۶۹٬۷۰۰                           | ۲۰۰۵  |
| ۱۱۰  | تاجیکستان                           | ۱۰٬۵۷۴                   | ۷٫۴۱          | ۹٬۳۰۴                          | ۶٫۵۲                | ۱٬۲۷۰                         | ۰٫۸۹              | ۱۳۲٬۱۲۶                    | ۹۲٫۵۹             | ۱۴۲٬۷۰۰                          | ۲۰۰۵  |
| ۱۱۱  | سومالی                              | ۱۰٬۵۳۹                   | ۱٫۶۸          | ۱۰٬۲۸۸                         | ۱٫۶۴                | ۲۵۱                           | ۰٫۰۴              | ۶۱۶٬۷۹۸                    | ۹۸٫۳۲             | ۶۲۷٬۳۳۷                          | ۲۰۰۵  |
| ۱۱۲  | لائوس                               | ۱۰٬۰۴۰                   | ۴٫۳۵          | ۹٬۲۵۵                          | ۴٫۰۱                | ۷۸۵                           | ۰٫۳۴              | ۲۲۰٬۷۶۰                    | ۹۵٫۶۵             | ۲۳۰٬۸۰۰                          | ۲۰۰۵  |
| ۱۱۳  | السالوادور                          | ۸٬۹۶۲                    | ۴۳٫۲۵         | ۶٬۵۰۰                          | ۳۱٫۳۷               | ۲٬۴۶۲                         | ۱۱٫۸۸             | ۱۱٬۷۵۹                     | ۵۶٫۷۵             | ۲۰٬۷۲۰                           | ۲۰۰۵  |
| ۱۱۴  | پاپوآ گینه نو                       | ۸٬۵۵۹                    | ۱٫۸۹          | ۲٬۲۱۹                          | ۰٫۴۹                | ۶٬۳۴۰                         | ۱٫۴               | ۴۴۴٬۳۰۱                    | ۹۸٫۱۱             | ۴۵۲٬۸۶۰                          | ۲۰۰۵  |
| ۱۱۵  | بلژیک                               | ۸٬۵۱۱                    | ۲۸٫۱۱         | ۸٬۳۰۲                          | ۲۷٫۴۲               | ۲۰۹                           | ۰٫۶۹              | ۲۱٬۷۶۷                     | ۷۱٫۸۹             | ۳۰٬۲۷۸                           | ۲۰۰۵  |
| ۱۱۶  | نروژ                                | ۸٬۳۰۱                    | ۲٫۷           | ۸٬۳۰۱                          | ۲٫۷                 | ۰                             | ۰                 | ۲۹۹٬۱۴۱                    | ۹۷٫۳              | ۳۰۷٬۴۴۲                          | ۲۰۰۵  |
| ۱۱۷  | نامیبیا                             | ۸٬۲۵۵                    | ۱٫۰           | ۸٬۱۷۲                          | ۰٫۹۹                | ۸۳                            | ۰٫۰۱              | ۸۱۷٬۱۶۴                    | ۹۹                | ۸۲۵٬۴۱۸                          | ۲۰۰۵  |
| —    | تایوان                              | ۸٬۰۶۵                    | ۲۵٫۰          | ۷٬۷۴۲                          | ۲۴                  | ۳۲۳                           | ۱                 | ۲۴٬۱۹۵                     | ۷۵                | ۳۲٬۲۶۰                           | ۲۰۰۱  |
| ۱۱۸  | هلند                                | ۷٬۷۰۲                    | ۲۲٫۷۳         | ۷٬۴۴۱                          | ۲۱٫۹۶               | ۲۶۱                           | ۰٫۷۷              | ۲۶٬۱۸۱                     | ۷۷٫۲۷             | ۳۳٬۸۸۳                           | ۲۰۰۵  |
| ۱۱۹  | پاناما                              | ۶٬۹۹۹                    | ۹٫۲۱          | ۵٬۵۱۷                          | ۷٫۲۶                | ۱٬۴۸۲                         | ۱٫۹۵              | ۶۸٬۹۹۱                     | ۹۰٫۷۹             | ۷۵٬۹۹۰                           | ۲۰۰۵  |
| ۱۲۰  | آلبانی                              | ۶٬۶۶۰                    | ۲۴٫۳۱         | ۵٬۵۰۷                          | ۲۰٫۱                | ۱٬۱۵۳                         | ۴٫۲۱              | ۲۰٬۷۳۸                     | ۷۵٫۶۹             | ۲۷٬۳۹۸                           | ۲۰۰۵  |
| ۱۲۱  | سیرالئون                            | ۶٬۴۴۶                    | ۹٫۰           | ۵٬۶۹۴                          | ۷٫۹۵                | ۷۵۲                           | ۱٫۰۵              | ۶۵٬۱۷۴                     | ۹۱                | ۷۱٬۶۲۰                           | ۲۰۰۵  |
| ۱۲۲  | مقدونیه شمالی                       | ۵٬۹۱۶                    | ۲۳٫۸          | ۵٬۴۷۱                          | ۲۲٫۰۱               | ۴۴۵                           | ۱٫۷۹              | ۱۸٬۹۴۰                     | ۷۶٫۲              | ۲۴٬۸۵۶                           | ۲۰۰۵  |
| ۱۲۳  | اریتره                              | ۵٬۸۳۵                    | ۴٫۸۱          | ۵٬۷۹۹                          | ۴٫۷۸                | ۳۶                            | ۰٫۰۳              | ۱۱۵٬۴۸۵                    | ۹۵٫۱۹             | ۱۲۱٬۳۲۰                          | ۲۰۰۵  |
| ۱۲۴  | جمهوری کنگو                         | ۵٬۴۶۴                    | ۱٫۶           | ۴٬۹۵۲                          | ۱٫۴۵                | ۵۱۲                           | ۰٫۱۵              | ۳۳۶٬۰۳۶                    | ۹۸٫۴              | ۳۴۱٬۵۰۰                          | ۲۰۰۵  |
| ۱۲۵  | استونی                              | ۵٬۳۵۸                    | ۱۲٫۴          | ۵٬۲۰۷                          | ۱۲٫۰۵               | ۱۵۱                           | ۰٫۳۵              | ۳۷٬۸۵۳                     | ۸۷٫۶              | ۴۳٬۲۱۱                           | ۲۰۰۵  |
| ۱۲۶  | ارمنستان                            | ۵٬۳۴۷                    | ۱۸٫۷۹         | ۴٬۷۷۵                          | ۱۶٫۷۸               | ۵۷۲                           | ۲٫۰۱              | ۲۳٬۱۰۷                     | ۸۱٫۲۱             | ۲۸٬۴۵۴                           | ۲۰۰۵  |
| ۱۲۷  | لیبریا                              | ۵٬۲۱۱                    | ۵٫۴۱          | ۳٬۳۰۴                          | ۳٫۴۳                | ۱٬۹۰۷                         | ۱٫۹۸              | ۹۱٬۱۰۹                     | ۹۴٫۵۹             | ۹۶٬۳۲۰                           | ۲۰۰۵  |
| ۱۲۸  | کاستاریکا                           | ۵٬۲۰۳                    | ۱۰٫۲۷         | ۲٬۲۲۹                          | ۴٫۴                 | ۲٬۹۷۴                         | ۵٫۸۷              | ۴۵٬۴۵۷                     | ۸۹٫۷۳             | ۵۰٬۶۶۰                           | ۲۰۰۵  |
| ۱۲۹  | گابن                                | ۴٬۷۶۷                    | ۱٫۸۵          | ۳٬۱۱۸                          | ۱٫۲۱                | ۱٬۶۴۹                         | ۰٫۶۴              | ۲۵۲٬۹۰۰                    | ۹۸٫۱۵             | ۲۵۷٬۶۶۷                          | ۲۰۰۵  |
| ۱۳۰  | گویان                               | ۴٬۶۶۶                    | ۲٫۳۷          | ۴٬۳۹۰                          | ۲٫۲۳                | ۲۷۶                           | ۰٫۱۴              | ۱۹۲٬۱۸۵                    | ۹۷٫۶۳             | ۱۹۶٬۸۵۰                          | ۲۰۰۵  |
| ۱۳۱  | گینه بیسائو                         | ۴٬۲۶۵                    | ۱۵٫۲۳         | ۲٬۳۲۷                          | ۸٫۳۱                | ۱٬۹۳۸                         | ۶٫۹۲              | ۲۳٬۷۳۶                     | ۸۴٫۷۷             | ۲۸٬۰۰۰                           | ۲۰۰۵  |
| ۱۳۲  | سوئیس                               | ۴٬۱۷۲                    | ۱۰٫۴۹         | ۳٬۹۴۱                          | ۹٫۹۱                | ۲۳۱                           | ۰٫۵۸              | ۳۵٬۵۹۸                     | ۸۹٫۵۱             | ۳۹٬۷۷۰                           | ۲۰۰۵  |
| ۱۳۳  | اردن                                | ۴٬۱۳۸                    | ۴٫۵           | ۳٬۰۵۳                          | ۳٫۳۲                | ۱٬۰۸۵                         | ۱٫۱۸              | ۸۷٬۸۳۲                     | ۹۵٫۵              | ۹۱٬۹۷۱                           | ۲۰۰۵  |
| ۱۳۴  | اسرائیل                             | ۳٬۹۳۰                    | ۱۹٫۳۳         | ۳٬۱۴۱                          | ۱۵٫۴۵               | ۷۸۹                           | ۳٫۸۸              | ۱۶٬۴۰۰                     | ۸۰٫۶۷             | ۲۰٬۳۳۰                           | ۲۰۰۵  |
| ۱۳۵  | بوتسوانا                            | ۳٬۸۶۴                    | ۰٫۶۶          | ۳٬۸۰۵                          | ۰٫۶۵                | ۵۹                            | ۰٫۰۱              | ۵۸۱٬۵۰۷                    | ۹۹٫۳۴             | ۵۸۵٬۳۷۰                          | ۲۰۰۵  |
| ۱۳۶  | لسوتو                               | ۳٬۳۳۹                    | ۱۱٫۰          | ۳٬۳۰۰                          | ۱۰٫۸۷               | ۳۹                            | ۰٫۱۳              | ۲۷٬۰۱۶                     | ۸۹                | ۳۰٬۳۵۵                           | ۲۰۰۵  |
| ۱۳۷  | لبنان                               | ۳٬۰۸۰                    | ۳۰٫۱          | ۱٬۶۷۳                          | ۱۶٫۳۵               | ۱٬۴۰۷                         | ۱۳٫۷۵             | ۷٬۱۵۱                      | ۶۹٫۹              | ۱۰٬۲۳۰                           | ۲۰۰۵  |
| ۱۳۸  | فیجی                                | ۲٬۸۵۱                    | ۱۵٫۶          | ۲٬۰۰۱                          | ۱۰٫۹۵               | ۸۵۰                           | ۴٫۶۵              | ۱۵٬۴۲۰                     | ۸۴٫۴              | ۱۸٬۲۷۰                           | ۲۰۰۵  |
| ۱۳۹  | گامبیا                              | ۲٬۸۳۲                    | ۲۸٫۳۲         | ۲٬۷۸۸                          | ۲۷٫۸۸               | ۴۴                            | ۰٫۴۴              | ۷٬۱۶۸                      | ۷۱٫۶۸             | ۱۰٬۰۰۰                           | ۲۰۰۵  |
| ۱۴۰  | جامائیکا                            | ۲٬۷۹۹                    | ۲۵٫۸۴         | ۱٬۷۱۵                          | ۱۵٫۸۳               | ۱٬۰۸۴                         | ۱۰٫۰۱             | ۸٬۰۳۲                      | ۷۴٫۱۶             | ۱۰٬۸۳۱                           | ۲۰۰۵  |
| ۱۴۱  | امارات متحده عربی                   | ۲٬۵۴۲                    | ۳٫۰۴          | ۶۴۴                            | ۰٫۷۷                | ۱٬۸۹۸                         | ۲٫۲۷              | ۸۱٬۰۵۹                     | ۹۶٫۹۶             | ۸۳٬۶۰۰                           | ۲۰۰۵  |
| ۱۴۲  | گینه استوایی                        | ۲٬۳۰۰                    | ۸٫۲           | ۱٬۲۹۹                          | ۴٫۶۳                | ۱٬۰۰۱                         | ۳٫۵۷              | ۲۵٬۷۵۱                     | ۹۱٫۸              | ۲۸٬۰۵۱                           | ۲۰۰۵  |
| ۱۴۳  | موریتانی                            | ۲٬۱۶۴                    | ۰٫۲۱          | ۲٬۰۶۱                          | ۰٫۲                 | ۱۰۳                           | ۰٫۰۱              | ۱٬۰۲۸٬۲۳۶                  | ۹۹٫۷۹             | ۱٬۰۳۰٬۴۰۰                        | ۲۰۰۵  |
| —    | کرانه باختری                        | ۲٬۰۲۳                    | ۳۵٫۸۷         | ۹۵۳                            | ۱۶٫۹                | ۱٬۰۷۰                         | ۱۸٫۹۷             | ۳٬۶۱۷                      | ۶۴٫۱۳             | ۵٬۶۴۰                            | ۲۰۰۱  |
| ۱۴۴  | اسلوونی                             | ۲٬۰۰۷                    | ۹٫۹۶          | ۱٬۷۱۹                          | ۸٫۵۳                | ۲۸۸                           | ۱٫۴۳              | ۱۸٬۱۴۴                     | ۹۰٫۰۴             | ۲۰٬۱۵۱                           | ۲۰۰۵  |
| ۱۴۵  | تیمور شرقی                          | ۱٬۹۱۷                    | ۱۲٫۷۷         | ۱٬۲۳۱                          | ۸٫۲                 | ۶۸۶                           | ۴٫۵۷              | ۱۳٬۰۹۱                     | ۸۷٫۲۳             | ۱۵٬۰۰۷                           | ۲۰۰۵  |
| ۱۴۶  | اسواتینی                            | ۱٬۹۰۲                    | ۱۱٫۰۶         | ۱٬۷۶۳                          | ۱۰٫۲۵               | ۱۳۹                           | ۰٫۸۱              | ۱۵٬۳۰۰                     | ۸۸٫۹۴             | ۱۷٬۲۰۳                           | ۲۰۰۵  |
| ۱۴۷  | قبرس                                | ۱٬۳۹۸                    | ۱۵٫۱۳         | ۹۹۹                            | ۱۰٫۸۱               | ۳۹۹                           | ۴٫۳۲              | ۷٬۸۴۲                      | ۸۴٫۸۷             | ۹٬۲۴۰                            | ۲۰۰۵  |
| ۱۴۸  | ساموآ                               | ۱٬۳۳۳                    | ۴۵٫۴۳         | ۶۲۰                            | ۲۱٫۱۳               | ۷۱۳                           | ۲۴٫۳              | ۱٬۶۰۱                      | ۵۴٫۵۷             | ۲٬۹۳۴                            | ۲۰۰۵  |
| ۱۴۹  | کومور                               | ۱٬۲۸۴                    | ۵۹٫۱۹         | ۷۷۸                            | ۳۵٫۸۷               | ۵۰۶                           | ۲۳٫۳۲             | ۸۸۶                        | ۴۰٫۸۱             | ۲٬۱۷۰                            | ۲۰۰۵  |
| ۱۵۰  | بوتان (کشور)                        | ۱٬۲۸۳                    | ۲٫۷۳          | ۱٬۰۸۱                          | ۲٫۳                 | ۲۰۲                           | ۰٫۴۳              | ۴۵٬۷۱۷                     | ۹۷٫۲۷             | ۴۷٬۰۰۰                           | ۲۰۰۵  |
| ۱۵۱  | ترینیداد و توباگو                   | ۱٬۲۲۰                    | ۲۳٫۷۸         | ۷۵۰                            | ۱۴٫۶۲               | ۴۷۰                           | ۹٫۱۶              | ۳٬۹۰۹                      | ۷۶٫۲۲             | ۵٬۱۲۸                            | ۲۰۰۵  |
| ۱۵۲  | موریس                               | ۱٬۰۵۵                    | ۵۱٫۹۶         | ۹۹۵                            | ۴۹٫۰۲               | ۶۰                            | ۲٫۹۴              | ۹۷۵                        | ۴۸٫۰۴             | ۲٬۰۳۰                            | ۲۰۰۵  |
| ۱۵۳  | وانواتو                             | ۱٬۰۵۰                    | ۸٫۶۱          | ۲۰۰                            | ۱٫۶۴                | ۸۵۰                           | ۶٫۹۷              | ۱۱٬۱۵۰                     | ۹۱٫۳۹             | ۱۲٬۲۰۰                           | ۲۰۰۵  |
| ۱۵۴  | بلیز                                | ۱٬۰۱۳                    | ۴٫۴۴          | ۶۹۶                            | ۳٫۰۵                | ۳۱۷                           | ۱٫۳۹              | ۲۱٬۷۹۳                     | ۹۵٫۵۶             | ۲۲٬۸۰۶                           | ۲۰۰۵  |
| —    | پورتوریکو                           | ۸۲۳                      | ۹٫۲۸          | ۳۲۷                            | ۳٫۶۹                | ۴۹۶                           | ۵٫۵۹              | ۸٬۰۴۷                      | ۹۰٫۷۲             | ۸٬۸۷۰                            | ۲۰۰۵  |
| ۱۵۵  | جزایر سلیمان                        | ۷۳۳                      | ۲٫۶۶          | ۱۷۱                            | ۰٫۶۲                | ۵۶۲                           | ۲٫۰۴              | ۲۶٬۸۰۷                     | ۹۷٫۳۴             | ۲۷٬۵۴۰                           | ۲۰۰۵  |
| ۱۵۶  | لوکزامبورگ                          | ۷۲۷                      | ۲۸٫۱۱         | ۷۰۹                            | ۲۷٫۴۲               | ۱۸                            | ۰٫۶۹              | ۱٬۸۵۹                      | ۷۱٫۸۹             | ۲٬۵۸۶                            | ۲۰۰۵  |
| ۱۵۷  | سورینام                             | ۶۷۸                      | ۰٫۴۲          | ۵۸۱                            | ۰٫۳۶                | ۹۷                            | ۰٫۰۶              | ۱۶۰٬۷۹۲                    | ۹۹٫۵۸             | ۱۶۱٬۴۷۰                          | ۲۰۰۵  |
| ۱۵۸  | سائوتومه و پرنسیپ                   | ۵۷۳                      | ۵۷٫۲۹         | ۸۳                             | ۸٫۳۳                | ۴۹۰                           | ۴۸٫۹۶             | ۴۲۸                        | ۴۲٫۷۱             | ۱٬۰۰۱                            | ۲۰۰۵  |
| ۱۵۹  | عمان                                | ۵۵۲                      | ۰٫۲۶          | ۲۵۵                            | ۰٫۱۲                | ۲۹۷                           | ۰٫۱۴              | ۲۱۱٬۹۰۸                    | ۹۹٫۷۴             | ۲۱۲٬۴۶۰                          | ۲۰۰۵  |
| ۱۶۰  | کیپ ورد                             | ۴۹۰                      | ۱۲٫۱۵         | ۴۶۰                            | ۱۱٫۴۱               | ۳۰                            | ۰٫۷۴              | ۳٬۵۴۳                      | ۸۷٫۸۵             | ۴٬۰۳۳                            | ۲۰۰۵  |
| ۱۶۱  | کیریباتی                            | ۴۱۱                      | ۵۰٫۶۹         | ۲۲                             | ۲٫۷۴                | ۳۸۹                           | ۴۷٫۹۵             | ۴۰۰                        | ۴۹٫۳۱             | ۸۱۱                              | ۲۰۰۵  |
| ۱۶۲  | ایالات فدرال میکرونزی               | ۳۶۱                      | ۵۱٫۴۲         | ۴۰                             | ۵٫۷۱                | ۳۲۱                           | ۴۵٫۷۱             | ۳۴۱                        | ۴۸٫۵۸             | ۷۰۲                              | ۲۰۰۵  |
| ۱۶۳  | تونگا                               | ۲۴۹                      | ۳۴٫۶۷         | ۱۴۴                            | ۲۰                  | ۱۰۵                           | ۱۴٫۶۷             | ۴۶۹                        | ۶۵٫۳۳             | ۷۱۸                              | ۲۰۰۵  |
| —    | پلی‌نزی فرانسه                       | ۲۲۸                      | ۶٫۲۵          | ۲۷                             | ۰٫۷۵                | ۲۰۱                           | ۵٫۵               | ۳٬۴۳۱                      | ۹۳٫۷۵             | ۳٬۶۶۰                            | ۲۰۰۵  |
| ۱۶۴  | قطر                                 | ۲۱۹                      | ۱٫۹۱          | ۱۸۸                            | ۱٫۶۴                | ۳۱                            | ۰٫۲۷              | ۱۱٬۲۱۹                     | ۹۸٫۰۹             | ۱۱٬۴۳۷                           | ۲۰۰۵  |
| ۱۶۵  | دومینیکا                            | ۲۱۱                      | ۲۸٫۰          | ۵۰                             | ۶٫۶۷                | ۱۶۱                           | ۲۱٫۳۳             | ۵۴۳                        | ۷۲                | ۷۵۴                              | ۲۰۰۵  |
| ۱۶۶  | کویت                                | ۱۸۰                      | ۱٫۰۱          | ۱۵۰                            | ۰٫۸۴                | ۳۰                            | ۰٫۱۷              | ۱۷٬۶۴۰                     | ۹۸٫۹۹             | ۱۷٬۸۲۰                           | ۲۰۰۵  |
| —    | نوار غزه                            | ۱۸۰                      | ۵۰٫۰          | ۱۰۴                            | ۲۹                  | ۷۶                            | ۲۱                | ۱۸۰                        | ۵۰                | ۳۶۰                              | ۲۰۰۲  |
| ۱۶۷  | سنت لوسیا                           | ۱۷۶                      | ۲۹٫۰۳         | ۳۹                             | ۶٫۴۵                | ۱۳۷                           | ۲۲٫۵۸             | ۴۳۰                        | ۷۰٫۹۷             | ۶۰۶                              | ۲۰۰۵  |
| ۱۶۸  | باربادوس                            | ۱۷۰                      | ۳۹٫۵۴         | ۱۶۰                            | ۳۷٫۲۱               | ۱۰                            | ۲٫۳۳              | ۲۶۱                        | ۶۰٫۴۶             | ۴۳۱                              | ۲۰۰۵  |
| ۱۶۹  | برونئی                              | ۱۵۶                      | ۲٫۹۵          | ۱۱۰                            | ۲٫۰۸                | ۴۶                            | ۰٫۸۷              | ۵٬۱۱۵                      | ۹۷٫۰۵             | ۵٬۲۷۰                            | ۲۰۰۵  |
| ۱۷۰  | سنت وینسنت و گرنادین‌ها              | ۱۴۰                      | ۳۵٫۹          | ۷۰                             | ۱۷٫۹۵               | ۷۰                            | ۱۷٫۹۵             | ۲۴۹                        | ۶۴٫۱              | ۳۸۹                              | ۲۰۰۵  |
| ۱۷۱  | مالدیو                              | ۱۳۰                      | ۴۳٫۳۳         | ۴۰                             | ۱۳٫۳۳               | ۹۰                            | ۳۰                | ۱۷۰                        | ۵۶٫۶۷             | ۳۰۰                              | ۲۰۰۵  |
| ۱۷۲  | گرنادا                              | ۱۲۱                      | ۳۵٫۲۹         | ۲۰                             | ۵٫۸۸                | ۱۰۱                           | ۲۹٫۴۱             | ۲۲۳                        | ۶۴٫۷۱             | ۳۴۴                              | ۲۰۰۵  |
| —    | والیس و فوتونا                      | ۱۱۸                      | ۴۲٫۸۵         | ۲۰                             | ۷٫۱۴                | ۹۸                            | ۳۵٫۷۱             | ۱۵۷                        | ۵۷٫۱۵             | ۲۷۴                              | ۲۰۰۵  |
| —    | گوآم                                | ۱۱۸                      | ۲۱٫۸۲         | ۲۰                             | ۳٫۶۴                | ۹۸                            | ۱۸٫۱۸             | ۴۲۳                        | ۷۸٫۱۸             | ۵۴۱                              | ۲۰۰۵  |
| ۱۷۳  | مالت                                | ۱۰۹                      | ۳۴٫۳۸         | ۹۹                             | ۳۱٫۲۵               | ۱۰                            | ۳٫۱۳              | ۲۰۷                        | ۶۵٫۶۲             | ۳۱۶                              | ۲۰۰۵  |
| ۱۷۴  | آنتیگوآ و باربودا                   | ۱۰۱                      | ۲۲٫۷۳         | ۸۱                             | ۱۸٫۱۸               | ۲۰                            | ۴٫۵۵              | ۳۴۲                        | ۷۷٫۲۷             | ۴۴۳                              | ۲۰۰۵  |
| —    | کالدونیای جدید                      | ۱۰۰                      | ۰٫۵۴          | ۵۹                             | ۰٫۳۲                | ۴۱                            | ۰٫۲۲              | ۱۸٬۴۷۵                     | ۹۹٫۴۶             | ۱۸٬۵۷۵                           | ۲۰۰۵  |
| ۱۷۵  | جزایر مارشال                        | ۱۰۰                      | ۵۵٫۵۵         | ۲۰                             | ۱۱٫۱۱               | ۸۰                            | ۴۴٫۴۴             | ۸۰                         | ۴۴٫۴۵             | ۱۸۱                              | ۲۰۰۵  |
| —    | آنتیل هلند                          | ۹۶                       | ۱۰٫۰          | ۹۶                             | ۱۰                  | ۰                             | ۰                 | ۸۶۴                        | ۹۰                | ۹۶۰                              | ۲۰۰۵  |
| ۱۷۶  | باهاما                              | ۸۷                       | ۰٫۸۷          | ۵۸                             | ۰٫۵۸                | ۲۹                            | ۰٫۲۹              | ۹٬۹۸۲                      | ۹۹٫۱۳             | ۱۰٬۰۷۰                           | ۲۰۰۵  |
| —    | جزایر ماریانای شمالی                | ۸۳                       | ۱۷٫۳۹         | ۶۲                             | ۱۳٫۰۴               | ۲۱                            | ۴٫۳۵              | ۳۹۴                        | ۸۲٫۶۱             | ۴۷۷                              | ۲۰۰۵  |
| —    | نیووی                               | ۷۰                       | ۲۶٫۹۲         | ۳۰                             | ۱۱٫۵۴               | ۴۰                            | ۱۵٫۳۸             | ۱۹۰                        | ۷۳٫۰۸             | ۲۶۰                              | ۲۰۰۵  |
| ۱۷۷  | ایسلند                              | ۷۰                       | ۰٫۰۷          | ۷۰                             | ۰٫۰۷                | ۰                             | ۰                 | ۱۰۰٬۱۸۰                    | ۹۹٫۹۳             | ۱۰۰٬۲۵۰                          | ۲۰۰۵  |
| ۱۷۸  | سیشل                                | ۶۹                       | ۱۵٫۲۱         | ۱۰                             | ۲٫۱۷                | ۵۹                            | ۱۳٫۰۴             | ۳۸۶                        | ۸۴٫۷۹             | ۴۵۵                              | ۲۰۰۵  |
| —    | هنگ کنگ                             | ۶۴                       | ۶٫۰۶          | ۵۳                             | ۵٫۰۵                | ۱۱                            | ۱٫۰۱              | ۹۷۹                        | ۹۳٫۹۴             | ۱٬۰۴۲                            | ۲۰۰۱  |
| ۱۷۹  | پالائو                              | ۶۰                       | ۱۳٫۰۵         | ۴۰                             | ۸٫۷                 | ۲۰                            | ۴٫۳۵              | ۳۹۸                        | ۸۶٫۹۵             | ۴۵۸                              | ۲۰۰۵  |
| —    | جزایر کوک                           | ۶۰                       | ۲۵٫۰          | ۴۰                             | ۱۶٫۶۷               | ۲۰                            | ۸٫۳۳              | ۱۷۸                        | ۷۵                | ۲۳۷                              | ۲۰۰۵  |
| ۱۸۰  | سنت کیتس و نویس                     | ۵۸                       | ۲۲٫۲۲         | ۵۱                             | ۱۹٫۴۴               | ۷                             | ۲٫۷۸              | ۲۰۳                        | ۷۷٫۷۸             | ۲۶۱                              | ۲۰۰۵  |
| ۱۸۱  | بحرین                               | ۵۶                       | ۸٫۴۵          | ۱۹                             | ۲٫۸۲                | ۳۷                            | ۵٫۶۳              | ۶۰۹                        | ۹۱٫۵۵             | ۶۶۵                              | ۲۰۰۵  |
| —    | صحرای غربی                          | ۵۳                       | ۰٫۰۲          | ۵۳                             | ۰٫۰۲                | ۰                             | ۰                 | ۲۶۵٬۹۴۷                    | ۹۹٫۹۸             | ۲۶۶٬۰۰۰                          | ۲۰۰۵  |
| —    | جزیره من                            | ۵۱                       | ۹٫۰           | ۵۱                             | ۹                   | ۰                             | ۰                 | ۵۲۱                        | ۹۱                | ۵۷۲                              | ۲۰۰۲  |
| —    | ساموای آمریکا                       | ۵۰                       | ۲۵٫۰          | ۲۰                             | ۱۰                  | ۳۰                            | ۱۵                | ۱۴۹                        | ۷۵                | ۱۹۹                              | ۲۰۰۵  |
| —    | جزایر ویرجین انگلستان               | ۴۱                       | ۲۶٫۶۷         | ۳۱                             | ۲۰                  | ۱۰                            | ۶٫۶۷              | ۱۱۲                        | ۷۳٫۳۳             | ۱۵۳                              | ۲۰۰۵  |
| ۱۸۲  | لیختن‌اشتاین                         | ۴۰                       | ۲۵٫۰          | ۴۰                             | ۲۵                  | ۰                             | ۰                 | ۱۲۰                        | ۷۵                | ۱۶۰                              | ۲۰۰۵  |
| —    | جزایر ویرجین ایالات متحده           | ۳۰                       | ۸٫۵۷          | ۲۰                             | ۵٫۷۱                | ۱۰                            | ۲٫۸۶              | ۳۱۶                        | ۹۱٫۴۳             | ۳۴۶                              | ۲۰۰۵  |
| —    | سنت پیر و ماژلان                    | ۳۰                       | ۱۲٫۵          | ۳۰                             | ۱۲٫۵                | ۰                             | ۰                 | ۲۱۲                        | ۸۷٫۵              | ۲۴۲                              | ۲۰۰۵  |
| —    | جزایر فارو                          | ۳۰                       | ۲٫۱۴          | ۳۰                             | ۲٫۱۴                | ۰                             | ۰                 | ۱٬۳۶۹                      | ۹۷٫۸۶             | ۱٬۳۹۹                            | ۲۰۰۵  |
| ۱۸۳  | سنگاپور                             | ۲۰                       | ۲٫۹۴          | ۱۰                             | ۱٫۴۷                | ۱۰                            | ۱٫۴۷              | ۶۶۳                        | ۹۷٫۰۶             | ۶۸۳                              | ۲۰۰۵  |
| —    | مونتسرات                            | ۲۰                       | ۲۰٫۰          | ۲۰                             | ۲۰                  | ۰                             | ۰                 | ۸۲                         | ۸۰                | ۱۰۲                              | ۲۰۰۵  |
| —    | آروبا                               | ۲۰                       | ۱۰٫۵۳         | ۲۰                             | ۱۰٫۵۳               | ۰                             | ۰                 | ۱۷۳                        | ۸۹٫۴۷             | ۱۹۳                              | ۲۰۰۵  |
| ۱۸۴  | تووالو                              | ۱۷                       | ۶۶٫۶۷         | ۰                              | ۰                   | ۱۷                            | ۶۶٫۶۷             | ۹                          | ۳۳٫۳۳             | ۲۶                               | ۲۰۰۵  |
| —    | برمودا                              | ۱۱                       | ۲۰٫۰          | ۱۱                             | ۲۰                  | ۰                             | ۰                 | ۴۲                         | ۸۰                | ۵۳                               | ۲۰۰۵  |
| —    | جزایر تورکس و کایکوس                | ۱۰                       | ۲٫۳۳          | ۱۰                             | ۲٫۳۳                | ۰                             | ۰                 | ۴۲۰                        | ۹۷٫۶۷             | ۴۳۰                              | ۲۰۰۵  |
| ۱۸۵  | سان مارینو                          | ۱۰                       | ۱۶٫۶۷         | ۱۰                             | ۱۶٫۶۷               | ۰                             | ۰                 | ۵۱                         | ۸۳٫۳۳             | ۶۱                               | ۲۰۰۵  |
| —    | جزایر کیمن                          | ۱۰                       | ۳٫۸۵          | ۱۰                             | ۳٫۸۵                | ۰                             | ۰                 | ۲۵۲                        | ۹۶٫۱۵             | ۲۶۲                              | ۲۰۰۵  |
| ۱۸۶  | آندورا                              | ۱۰                       | ۲٫۱۳          | ۱۰                             | ۲٫۱۳                | ۰                             | ۰                 | ۴۵۸                        | ۹۷٫۸۷             | ۴۶۸                              | ۲۰۰۵  |
| ۱۸۷  | جیبوتی                              | ۹                        | ۰٫۰۴          | ۹                              | ۰٫۰۴                | ۰                             | ۰                 | ۲۲٬۹۷۱                     | ۹۹٫۹۶             | ۲۲٬۹۸۰                           | ۲۰۰۵  |
| —    | جزیره ویک                           | ۰                        | ۰٫۰           | ۰                              | ۰                   | ۰                             | ۰                 | ۷                          | ۱۰۰               | ۷                                | ۲۰۰۵  |
| —    | توکلائو                             | ۰                        | ۰٫۰           | ۰                              | ۰                   | ۰                             | ۰                 | ۱۰                         | ۱۰۰               | ۱۰                               | ۲۰۰۵  |
| —    | سوالبارد                            | ۰                        | ۰٫۰           | ۰                              | ۰                   | ۰                             | ۰                 | ۶۱٬۰۲۰                     | ۱۰۰               | ۶۱٬۰۲۰                           | ۲۰۰۵  |
| —    | جورجیای جنوبی و جزایر ساندویچ جنوبی | ۰                        | ۰٫۰           | ۰                              | ۰                   | ۰                             | ۰                 | ۳٬۹۰۳                      | ۱۰۰               | ۳٬۹۰۳                            | ۲۰۰۵  |
| —    | جزیره نورفک                         | ۰                        | ۰٫۰           | ۰                              | ۰                   | ۰                             | ۰                 | ۳۵                         | ۱۰۰               | ۳۵                               | ۲۰۰۵  |
| —    | جزیره ناواسا                        | ۰                        | ۰٫۰           | ۰                              | ۰                   | ۰                             | ۰                 | ۵                          | ۱۰۰               | ۵                                | ۲۰۰۵  |
| ۱۸۸  | نائورو                              | ۰                        | ۰٫۰           | ۰                              | ۰                   | ۰                             | ۰                 | ۲۱                         | ۱۰۰               | ۲۱                               | ۲۰۰۵  |
| ۱۸۹  | موناکو                              | ۰                        | ۰٫۰           | ۰                              | ۰                   | ۰                             | ۰                 | ۲                          | ۱۰۰               | ۲                                | ۲۰۰۵  |
| —    | ماکائو                              | ۰                        | ۰٫۰           | ۰                              | ۰                   | ۰                             | ۰                 | ۲۸                         | ۱۰۰               | ۲۸                               | ۲۰۰۵  |
| —    | جرزی                                | ۰                        | ۰٫۰           | ۰                              | ۰                   | ۰                             | ۰                 | ۱۱۶                        | ۱۰۰               | ۱۱۶                              | ۲۰۰۵  |
| —    | یان ماین                            | ۰                        | ۰٫۰           | ۰                              | ۰                   | ۰                             | ۰                 | ۳۷۷                        | ۱۰۰               | ۳۷۷                              | ۲۰۰۵  |
| ۱۹۰  | واتیکان                             | ۰                        | ۰٫۰           | ۰                              | ۰                   | ۰                             | ۰                 | ۰٫۴۴                       | ۱۰۰               | ۰٫۴۴                             | ۲۰۰۵  |
| —    | جزیره هرد و جزایر مک‌دونالد          | ۰                        | ۰٫۰           | ۰                              | ۰                   | ۰                             | ۰                 | ۴۱۲                        | ۱۰۰               | ۴۱۲                              | ۲۰۰۵  |
| —    | گرینلند                             | ۰                        | ۰٫۰           | ۰                              | ۰                   | ۰                             | ۰                 | ۲٬۱۶۶٬۰۸۶                  | ۱۰۰               | ۲٬۱۶۶٬۰۸۶                        | ۲۰۰۵  |
| —    | جبل طارق                            | ۰                        | ۰٫۰           | ۰                              | ۰                   | ۰                             | ۰                 | ۷                          | ۱۰۰               | ۷                                | ۲۰۰۵  |
| —    | جزایر فالکلند                       | ۰                        | ۰٫۰           | ۰                              | ۰                   | ۰                             | ۰                 | ۱۲٬۱۷۳                     | ۱۰۰               | ۱۲٬۱۷۳                           | ۲۰۰۵  |
| —    | جزایر کوکوس                         | ۰                        | ۰٫۰           | ۰                              | ۰                   | ۰                             | ۰                 | ۱۴                         | ۱۰۰               | ۱۴                               | ۲۰۰۵  |
| —    | جزیره کلیپرتون                      | ۰                        | ۰٫۰           | ۰                              | ۰                   | ۰                             | ۰                 | ۶                          | ۱۰۰               | ۶                                | ۲۰۰۵  |
| —    | جزیره کریسمس                        | ۰                        | ۰٫۰           | ۰                              | ۰                   | ۰                             | ۰                 | ۱۳۵                        | ۱۰۰               | ۱۳۵                              | ۲۰۰۵  |
| —    | قلمرو اقیانوس هند بریتانیا          | ۰                        | ۰٫۰           | ۰                              | ۰                   | ۰                             | ۰                 | ۶۰                         | ۱۰۰               | ۶۰                               | ۲۰۰۵  |
| —    | جزیره بووه                          | ۰                        | ۰٫۰           | ۰                              | ۰                   | ۰                             | ۰                 | ۴۹                         | ۱۰۰               | ۴۹                               | ۲۰۰۵  |
| —    | جزیره‌های آشمور و کارتیر             | ۰                        | ۰٫۰           | ۰                              | ۰                   | ۰                             | ۰                 | ۵                          | ۱۰۰               | ۵                                | ۲۰۰۵  |
| —    | جنوبگان                             | ۰                        | ۰٫۰           | ۰                              | ۰                   | ۰                             | ۰                 | ۱۴٬۰۰۰٬۰۰۰                 | ۱۰۰               | ۱۴٬۰۰۰٬۰۰۰                       | ۲۰۰۵  |
| —    | آنگویلا                             | ۰                        | ۰٫۰           | ۰                              | ۰                   | ۰                             | ۰                 | ۱۰۲                        | ۱۰۰               | ۱۰۲                              | ۲۰۰۵  |